# Jean VIII de Nassau-Siegen
Jean VIII, comte Nassau-Siegen était un militaire, né à Dillenburg le 29 septembre 1583 et mort à Renaix le 27 juillet 1638.

## Biographie

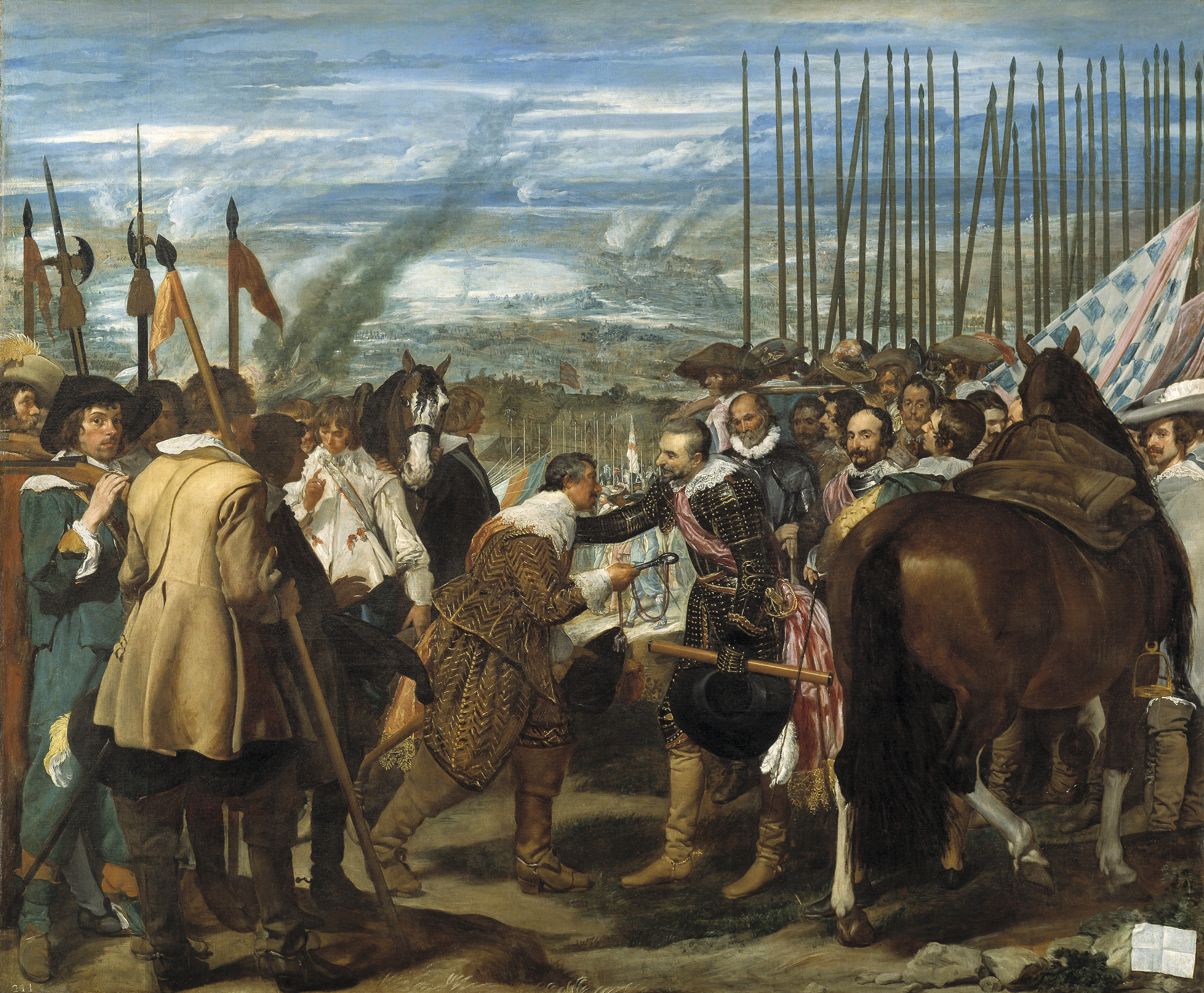
La Reddition de Bréda de Diego Vélasquez

Il est le fils de Jean VII de Nassau-Siegen et de Madeleine de Waldeck. Il épouse Ernestine-Yolande de Ligne d'Amblise, fille de Lamoral Ier de Ligne et d'Anne-Marie de Melun. Il est le père de Jean-François Desideratus de Nassau-Siegen et le beau-père d'Albert Henri de Ligne, de Claude-Lamoral Ier de Ligne et de Maurice-Henri de Nassau-Hadamar.
Il suit ses études à Herborn, Cassel et Genève, puis rentre dans la carrière des armes.
Il participe à la conquête de Juliers dans les troupes hollandaises en 1610.
Il se convertit au catholicisme le 25 décembre 1613 et entre au service du duc Charles-Emmanuel Ier de Savoie.
Après la mort de son frère Jean-Ernest en 1617, il réclame ses droits, mais son père choisit un protestant comme successeur.
À la mort de son père en 1623, Jean VIII occupe Nassau-Siegen à la tête de l'armée des Habsbourg et lança la Contre-Réforme. Il est fait chevalier de l'ordre de la Toison d'or l'année suivante.
Il prend part au siège de Bréda en 1625, qui était défendu par son cousin Justin de Nassau. Il est représenté sur le célèbre tableau de Diego Vélasquez La Reddition de Bréda.
En 1630, il est capturé par l'armée hollandaise, mais est libéré quelques mois plus tard.
Il est à la tête de la flotte hispano-flamande qui est défaite par les Hollandais et les mercenaires écossais et anglais à la Bataille de la Slaak en 1631
En 1632, Nassau-Siegen est conquis par les Suédois, après quoi son demi-frère Jean-Maurice de Nassau-Siegen y réintroduit le protestantisme.